# Paraíso de Mahoma
Paraíso de Mahoma fue el calificativo dado por autoridades religiosas españolas a la forma de vida lujuriosa y licenciosa que, según estos clérigos, llevaban en Asunción los conquistadores españoles a cargo del gobernador Domingo Martínez de Irala. La primera denuncia en este sentido fue efectuada por el capellán González Paniagua a fines de la década de 1530, mediante carta dirigida al Rey y al Consejo de Indias, donde relató que: 

"...el que tiene ocho (mujeres) es porque no puede tener dieciséis (...); con tanta desvergüenza y poco temor de Dios que hay entre nosotros en estar como estamos con las indias amancebadas que no hay Alcorán de Mahoma que tal desvergüenza permita..."

Según refiere un testigo privilegiado como lo fue el cronista Ulrico Schmidl, las causas que originaron esta forma de vida se debieron a que, desde el inicio de la ocupación de Asunción, los jefes indígenas guaraníes ofrecieron sus mujeres a los conquistadores como una señal de apoyo e intercambio, y por lo cual esperaban, según la cultura guaraní, que los españoles hicieran alguna aportación, lo que nunca ocurrió. Sin embargo, los españoles no solo ganaron con la gran cantidad de mujeres que le proveyeron a cada uno de ellos los indígenas, sino también en la paz con los jefes guaraníes, quiénes ya no veían a los conquistadores como enemigos, sino como parientes y aliados.
Cabe destacar que hacia comienzos de la década de 1540, incluso después de la destrucción de Buenos Aires, todos los españoles que había en el Río de la Plata y que se reunieron en Asunción, apenas alcanzaban a poco más de 400 hombres.
Así, aislados en una tierra desconocida donde los metales preciosos que vinieron a buscar brillaban por su total ausencia, casi sin mujeres españolas, y cansados y viejos por los viajes y travesías, estos conquistadores españoles de Asunción, con la anuencia del gobernador y de los propios jefes indígenas, vieron la posibilidad de rodearse de la mayor cantidad posible de mujeres guaraníes y de placeres, dentro de lo desconocido y precario del lugar para ellos. Las jovencitas guaraníes de trece a quince años, que se les ofrecían y tomaban para sí como un verdadero harem y hasta la cantidad que cada uno de ellos pudiera (algo absolutamente impensado para muchos de esos avejentados hombres y en la cultura europea del siglo XVI), eran en definitiva lo más valioso que les quedaban a los conquistadores españoles en esas tierras.
Hacia 1542, la India Juliana, una de las muchas mujeres guaraníes que fueron llevadas a Asunción para ser explotadas, asesinó a su amo español e instó a las demás mujeres indígenas a hacer lo mismo, terminando ejecutada por orden del adelantado Alvar Núñez Cabeza de Vaca. Su rebelión es considerada primeras insurrecciones indígenas registradas de la época, y su figura una de las más destacadas en la historia de las mujeres de Paraguay,